# Рыпинский повет
Рыпинский пове́т (пол. Powiat rypiński) — повет (район) в Польше, входит как административная единица в Куявско-Поморское воеводство. Центр повета — город Рыпин. Занимает площадь 587,08 км². Население — 44 384 человека (на 31 декабря 2015 года).

## Административное деление
- города: Рыпин
- городские гмины: Рыпин
- сельские гмины: Гмина Бжузе, Гмина Рогово, Гмина Рыпин, Гмина Скрвильно, Гмина Вомпельск

## Демография
Население повята дано на 31 декабря 2015 года.
| Перепись            | Всего  | Мужчины | Женщины |
| ------------------- | ------ | ------- | ------- |
| Всего               | 44 384 | 21 974  | 22 410  |
| Городское население | 16 629 | 7919    | 8710    |
| Сельское население  | 27 755 | 14 055  | 13 700  |